# Stuart Armstrong
Stuart Armstrong (ur. 30 marca 1992) – szkocki piłkarz, grający na pozycji pomocnika, reprezentant Szkocji. Uczestnik Mistrzostw Europy 2020 oraz 2024.

## Młodość
Urodzony w Inverness, Armstrong uczęszczał do Hazlehead Academy w mieście Aberdeen, wraz z innym piłkarzem Fraserem Fyvie. Idolem piłkarskim Stuarta był Gianfranco Zola, na którego grze zawsze starał się wzorować.

## Kariera klubowa
Swoją karierę zaczynał w drużynach Dyce Boys Club, oraz Inverness Caledonian Thistle, zanim w 2009 roku dołączył do Dundee United. W listopadzie 2010 roku dostał szansę debiutu, wchodząc z ławki rezerwowych w wygranym meczu 1:0. Dwa miesiące później zaliczył pierwszą asystę. Do końca sezonu 2010/2011 głównie pełnił rolę zmiennika, choć menedżer Peter Houston widział w nim potencjał i bardzo pochwalił jego występy. W kolejnych rozgrywkach stał się jednym z bardziej kluczowych zawodników w swojej drużynie. W grudniu 2011 roku strzelił swoją pierwszą bramkę w profesjonalnej karierze. We wrześniu 2012 roku podpisał nowy trzyletni kontrakt. Po dosyć dobrym sezonie został nominowany do nagrody zawodnika roku w lidze szkockiej, lecz ostatecznie tę nagrodę zdobył Leigh Griffiths. Został wybrany najlepszym młodym zawodnikiem w Szkocji. Sezon 2013/14 Armstrong rozpoczął dobrze, od zdobycia bramek przeciwko Hibernian i St Johnstone. 12 grudnia przedłużył umowę z klubem o kolejny rok. W styczniu 2014 roku pojawiły się informacje o zainteresowaniu zawodnikiem ze strony Celticu. W kwietniu został nominowany do tytułu najlepszego młodego zawodnika sezonu w lidze szkockiej, oraz znalazł się w najlepszej drużynie sezonu. W dniu 2 lutego 2015 roku podpisał kontrakt z Celtikiem. 11 lutego w swoim debiucie zdobył bramkę. 19 lutego zadebiutował na arenie międzynarodowej podczas spotkania Ligi Europejskiej z Interem Mediolan. 26 czerwca za kwotę 7 mln funtów dołączył do angielskiej drużyny Southampton.

## Kariera reprezentacyjna
Armstrong grał w reprezentacji Szkocji do lat 19, i do lat 21. 21 maja 2013 roku dostał powołanie do dorosłej drużyny. 26 marca 2017 roku zadebiutował w drużynie narodowej, a selekcjoner Gordon Strachan określił jego debiut jako: "najlepszy jaki widział w swojej karierze trenerskiej". We wrześniu 2017 roku opuścił dwa mecze eliminacyjne do Mistrzostw Świata 2018 ze względu na kontuzję.

## Sukcesy
Celtic
- Mistrzostwo Szkocji (4): 2014/15, 2015/16, 2016/17, 2017/18
- Puchar Ligi Szkockiej (2): 2016/17, 2017/18[7]
- Puchar Szkocji (2): 2016/17, 2017/18

Indywidualne
- Młody piłkarz miesiąca w lidze szkockiej: luty 2013
- Młody gracz roku w Szkocji: 2012/2013
- Drużyna sezonu ligi szkockiej: 2013/2014, 2014/2015, 2016/2017

## Życie prywatne
W 2014 roku Armstrong w wolnym czasie studiował prawo na uniwersytecie Open University.